# Lepidocephalichthys barbatuloides
Lepidocephalichthys barbatuloides är en fiskart som först beskrevs av Bleeker, 1851.  Lepidocephalichthys barbatuloides ingår i släktet Lepidocephalichthys och familjen nissögefiskar. Inga underarter finns listade i Catalogue of Life.